# Coleophora coarctella
Coleophora coarctella é uma espécie de mariposa do gênero Coleophora pertencente à família Coleophoridae.